# Agrostis munroana
Agrostis munroana là một loài thực vật có hoa trong họ Hòa thảo. Loài này được Aitch. & Hemsl. mô tả khoa học đầu tiên năm 1882.